# 稲爪神社
稲爪神社（いなづめじんじゃ）は、兵庫県明石市大蔵本町に鎮座する神社。旧社格は郷社。延喜式神名帳の伊和都比売神社に比定される神社のひとつ。

## 祭神
- 大山祇命
- 面足命
- 惶根命
- 伊和都比売命
- 奥津比古命
- 奥津比売命
- 宇留命

## 由緒
推古天皇の頃、三韓より鉄人が8千人を率い来襲した。討伐を命じられた伊予国の小千（越智）益躬は、故郷の大山祇神社の祭神である大山祇神に祈ったところ、鉄人が明石に着いた時、稲妻とともに大山祇神が姿を現し、鉄人の唯一の弱点である足裏を射よと告げた。これに驚いた鉄人を益躬が矢で射殺した。小千益躬は大山祇神に感謝し、大山祇神が現れた地に大山祇神社を勧請したことに始まると伝えられる。古くは稲妻大明神と呼ばれていたが、稲妻が転訛して「稲爪」となったと伝えられる。
また、小千益躬の子・武男により、小千益躬の霊を祀った社が、現在の大蔵八幡神社とされる。
1578年（天正6年）高山右近の大蔵谷城攻めの兵火により社殿は焼失し、北方に遷座し、そこを仮宮とした。
1637年（寛永14年）、社殿が再建され元の地に遷座し、仮宮のあった場所に明石藩主・松平光重が熊野三社権現を勧請し、熊野皇神社となった。
1977年（昭和52年）、失火によって社殿が焼失したが、1979年（昭和54年）に再建された。

## 摂社

### 稲爪浜恵比須神社
- 鎮座地：稲爪神社境内
- 祭神：事代主神

### 大蔵八幡神社
- 鎮座地：明石市大蔵八幡町
- 祭神：小千益躬
- 創建：小千武男
- 稲爪神社を創建した小千益躬を祀る。『明石名勝古事談』によると、古くは越智神社という社名だったが、1705年（宝永2年）、明石藩主・松平直常により「穂蓼八幡」と改称され、社殿を修築したとある。江戸時代には周囲を森で囲まれており、東の森で明石藩の大砲の訓練が行われた。

### 熊野皇神社
- 鎮座地：明石市東人丸町
- 祭神：熊野三社権現